# Juan Carlos Girauta
Juan Carlos Girauta Vidal (Barcelona, 12 de marzo de 1961) es un abogado, escritor, periodista, columnista, ensayista, tertuliano, traductor y político español, actualmente eurodiputado elegido en las listas de Vox. Anteriormente fue eurodiputado y diputado en el Congreso de los Diputados en las listas de Ciudadanos.

## Biografía

### Primeros Años y Formación
Nacido en Barcelona el 12 de marzo de 1961, hijo de un abogado y de una profesora de catalán, estudió en los Jesuitas de la calle de Caspe. Se licenció en Derecho por la Universidad de Barcelona e hizo una maestría en Administración de Negocios por la Escuela Superior de Administración y Dirección de Empresas (ESADE). Igualmente comenzó un doctorado en Filosofía, el cual no terminó.
Trabajó como traductor y adaptador de guiones.

### Carrera Profesional en Medios y Literatura

#### Medios de comunicación
Girauta ha desarrollado una extensa carrera como tertuliano y columnista. Como tertuliano, ha sido un colaborador habitual en programas de radio y televisión en España, participando en Onda Cero en el programa Julia en la Onda y en COPE, donde intervino en tertulias de actualidad en "La Linterna". Su trabajo en medios digitales incluye colaboraciones en Libertad Digital y esRadio, en los cuales ha compartido sus análisis políticos y culturales, especialmente a través de entrevistas con Federico Jiménez Losantos y otras figuras. En 2023, se unió como columnista al diario El Debate, donde publica artículos que reflejan su postura crítica hacia la cultura woke y otros temas ideológicos, describiendo su participación en este medio como un compromiso con la batalla de las ideas.

#### Literatura
En el ámbito literario, es autor de varias novelas y relatos. Su primera novela, Memoria de los días sin mar (1990), explora temas introspectivos y relaciones complejas, mientras que El impulso de Beamon (1992), escrita junto a Xavier Bonastre, examina la psicología de los logros deportivos, inspirado en el famoso salto de Bob Beamon. También ganó el Premio Gabriel Aresti en su XIII edición por sus relatos breves, consolidando su estilo narrativo enfocado en el análisis humano. Su tercera novela, El desorden (2008), adopta una perspectiva crítica sobre la vida moderna y los dilemas existenciales del protagonista, abordando temas de caos y sentido en la sociedad contemporánea. Estas obras literarias complementan su trabajo como ensayista y columnista, reflejando su interés tanto en el ámbito cultural como en el político«Juan Carlos Girauta en Club del Lector». Consultado el 29 de octubre de 2024..

## Carrera política

### Primeros contactos con la política
Comenzó sus contactos con la política militando en la Joven Guardia Roja. Confesó que con 15 años decía que era maoísta porque “era la única forma posible de ligar” y “divertirse”. 
Dentro del activismo político, militó en el Partido de los Socialistas de Cataluña (PSC) hasta 1986. Posteriormente, se presentó en listas del Partido Popular (PP) en tres comicios distintos, sin resultar electo en ninguno; la primera vez en las elecciones municipales de 2003 en Castellón de Ampurias; la segunda como candidato a diputado del Parlamento de Cataluña por la circunscripción electoral de Gerona en las elecciones de 2003 al Parlamento de Cataluña, y la tercera en el 2004 como candidato popular al Congreso de los Diputados también por Gerona.

### Ciudadanos
Se involucró en Movimiento Ciudadano y Ciudadanos (Cs), figurando en el número dos de la lista de este último de cara a las elecciones al Parlamento Europeo de 2014. Tras conseguir este partido dos escaños, Girauta obtuvo acta de diputado junto al cabeza de lista, Javier Nart.
En las elecciones generales de 2015 y 2016 resultó elegido diputado en Cortes Generales para la XI y XII legislaturas por Barcelona y Toledo, respectivamente.
El 25 de febrero de 2019 decidió presentarse a las primarias para ser candidato de Ciudadanos por Toledo para las elecciones generales del 28 de abril;  más de la mitad de la agrupación de Cs en Talavera de la Reina procedió a dimitir en bloque y a solicitar su baja del partido, lamentando, entre otros motivos, dicha decisión.
El 5 de mayo de 2020 comunicó su baja de Ciudadanos, tras mostrar su desacuerdo con el voto a favor de su grupo parlamentario en el Congreso de prorrogar el estado de alarma, el cual había sido pactado con el PSOE. Unos meses después, al anunciarse su participación en un acto de una fundación de Vox, declaró que ya no tenía interés en pertenecer a ningún partido político.

### VOX
En marzo de 2024 anunció que se presentaba por Vox como independiente en el número tres de la lista a las elecciones al Parlamento Europeo junto a Jorge Buxadé y Hermann Tertsch. En estas elecciones resultó elegido eurodiputado.

## Otras Actividades
Es promotor, junto a su amigo Marcos de Quinto —exdirectivo de Coca-Cola—, de la asociación cultural Pie en Pared, un think tank contra la denominada 'izquierda woke' y el separatismo.Además, Girauta ejerce labores docentes en la delegación madrileña del Instituto de Ciencias Sociales, Económicas y Políticas (Issep), centro educativo fundado por la ultraderechista francesa Marion Maréchal —sobrina de Marine Le Pen y eurodiputada por el partido Reconquista de Éric Zemmour— y que cuenta entre su profesorado con otros exdirigentes de Ciudadanos y de Vox.

## Obra Literaria
- Memoria de los días sin mar
- El impulso de Beamon, 1992, Ed. Don Balón.
- Dedíquese a lo importante, 1998.
- Hacia dónde va el management: claves de un nuevo paradigma, 2004, CIE Inversiones Editoriales Dosssat-2000.
- La república de Azaña, 2006, Ed. Ciudadela.
- La eclosión liberal, 2006, Ed. Martínez Roca.
- El desorden, 2008, Ed. Belacqua.
- La verdadera historia del PSOE, 2010, Ed. Buenas letras.
- Historias, 2010, Ed. Buenas Letras.
- Votaré NO, 2013, Ediciones B.
- Sentimentales, ofendidos, mediocres y agresivos, 2022, Sekotia.

## Condecoraciones
- Cruz de la Orden del Mérito de la Guardia Civil, con distintivo blanco (2013).[17][18]